# Dysstroma uruparia
Dysstroma uruparia là một loài bướm đêm trong họ Geometridae.